# سارال (اسپانیا)
سارال (به اسپانیایی: Sarral, Tarragona) یک شهرستان در اسپانیا است که در کاتالونیا واقع شده‌است.